# قطب‌الدین صادقی
قطب‌الدین صادقی (زادهٔ ۳ اردیبهشت ۱۳۳۱ در سنندج) فیلم‌نامه‌نویس، نمایشنامه‌نویس، مترجم، کارگردان تئاتر، بازیگر سینما و تلویزیون است.

## تحصیلات
وی در سال ۱۳۵۴ مدرک کارشناسی خود را در رشتهٔ هنرهای نمایشی، از دانشکدهٔ هنرهای زیبای دانشگاه تهران دریافت نمود؛ سپس دورهٔ کارشناسی ارشد (سال ۱۳۵۷) و دکترا در زمینه مطالعات هنرهای نمایشی (سال ۱۳۶۴) خود را در دانشگاه سوربن فرانسه به پایان برد. او پس از پایان تحصیلات در کنار تدریس در دانشگاه‌های مختلف، به فعالیت‌های هنری و ادبی و نگارش نمایش‌نامه و اجرای تئاتر پرداخته است.

## تدریس
- دانشکده هنرهای زیبا از سال ۱۳۶۴ تا ۱۳۶۶
- دانشکده هنر نیاوران (فرهنگسرا) از سال ۱۳۶۵ تا ۱۳۷۲
- دانشکده میراث فرهنگی از سال ۱۳۶۹ تا ۱۳۷۳
- دانشکده جهاد از سال ۱۳۷۴ تا ۱۳۷۵
- مؤسسه آموزش عالی به‌اندیش از سال ۱۳۷۵ تا ۱۳۸۳
- دانشکده هنر سوره تهران از ۱۳۷۸ تا ۱۳۸۲
- دانشکده هنر سوره تهران آغاز همکاری مجدد از سال ۱۳۸۵
- دانشکده هنر سوره اصفهان از سال ۱۳۷۹ تا ۱۳۸۴
- دانشکده هنر و معماری دانشگاه آزاد اسلامی تهران از ۱۳۷۹ تا ۱۳۹۶
- دانشگاه آزاد اسلامی تنکابن از سال ۱۳۸۳ تا ۱۳۹۶
- دانشگاه شهید بهشتی - ایرانشناسی از سال ۱۳۸۴ تا ۱۳۹۶
- دانشکده صدا و سیما از سال ۱۳۸۶ تا ۱۳۹۶

## پژوهش
نگارش بیش از ۶۰ مقاله پژوهشی از سال ۱۳۶۰ تاکنون از جمله:
1. مدخلی بر نمایش آیینی[۱]
2. تئاتر مقاومت و نسبت آن به تئاتر سیاسی
3. چگونه آثار ادبی کهن را نمایشی کنیم
4. ساختمان تماشاخانه و بحران آن در تئاتر معاصر
5. دیالوگ در تعزیه از دیدگاه درام‌شناسی
6. ارزش موسیقی و عملکرد آن در نمایش
7. اقتصاد تئاتر ایران
8. کارگردانی در تئاتر
9. ملودرام، ژانر تحمیلی
10. بقال بازی، تقلیدی از دوران فئودالی[۲]
11. فرمالیسم در تئاتر[۳]
12. مونولوگ و نمایش تک نفره[۴]
13. کارگاه تئاتر محیطی[۵]
14. شاهنامه، نمونه درخشانی از بیان دراماتیک[۶]

و برگزاری ده‌ها ورکشاپ و کارگاه آموزشی

## آثار مکتوب[۷]
کتاب‌ها:
- یادگار زریران
- بیان بدنی بازیگر
- سی مرغ، سیمرغ
- مویه جم

نمایشنامه‌ها:
- هراس
- عروسی داریم و عروسی
- میر نوروزی
- چَمری میرمیدان

ترجمه‌ها:
- مده‌آ
- کار در خانه
- ترانه‌های درخواستی
- جنگ در طبقه سوم
- مرگ دانتون*آژاکس
- هفت تن علیه تب
- نبرد
- سربازها
- مده‌آ
- امپراتور و معمار آشور
- تیمون آتنی
- پینگ پنگ

فیلمنامه‌ها:
- مرا ببر هر جا که خواستی
- آب را گل نکنیم
- پل
- تهران، دو بامداد

داستان‌ها:
- رامینه ماه را دوست دارد

دبیر مجموعه ۱۰۰ جلدی «تئاتر معاصر جهان» که تا کنون ۷۸ جلد آن در نشر قطره منتشر شده‌است. از جمله: بیان بدنی بازیگر، تئاتر و همزادش، تحلیل متون نمایشی، نشانه‌شناسی تئاتر، فن بیان تئاتر، تئاتر در آسیا، هنر نمایش‌نامه نویسی، هنر کارگردانی در تئاتر، تئوری درام مدرن، بازنگری در بازیگری و…

## تجلیل‌ها
قطب‌الدین صادقی در جشنواره تئاتر سلیمانیه عراق با برگزاری سمینارهای آموزشی و تحلیل آثارش تجلیل گردید.

## فعالیت‌های نمایشی[۹]
صادقی با آثارش در چندین دوره جشنواره تئاتر فجر حضور داشته که از این میان می‌توان به جشنواره فجر سال ۱۳۷۱ اشاره کرد. صادقی در این دوره حقه‌های اسکاپن نوشته مولیر را در کنار آثاری نظیر سیرک به نویسندگی و کارگردانی حسین نوری و یادگار سال‌های شن به نویسندگی و کارگردانی علی رفیعی به روی صحنه برد. همچنین او در چهاردهمین جشنواره تئاتر فجر در سال ۱۳۷۴ مویه جم را در کنار رقبایی نظیر سیاوش تهمورث با نمایش صورت به صورت، چیستا یثربی با نمایش سرخ سوزان، حسین نوری با نمایش شهود و کوروش تهامی با نمایش فردا عرضه کرد.
کارگردانی صحنه:
1. باغ شکرپاره[۱۴]
2. یادگار زریران[۱۵]
3. عادل‌ها
4. عکس یادگاری
5. دخمهٔ شیرین
6. پرومته در زنجیر
7. افشین و بودولف هردو مرده‌اند
8. سرود مترسک پرتقالی
9. قابیل
10. سحوری
11. هفت قبیله گمشده
12. خط عشق
13. پیکره‌های بازیافته
14. زنان صبرا، مردان شتیلا
15. دوران بیگناهی
16. مبارک، نگهبان کوچک
17. مویه جم
18. هفت خوان رستم
19. بهرام چوبینه
20. مرد فرزانه، ببر دیوانه
21. نیرنگ‌های اسکاپن
22. هملت[۱۶]
23. سی‌مرغ، سیمرغ
24. آرش
25. مده‌آ
26. آژاکس
27. فرمان گمشده
28. پیک‌نیک در میدان جنگ
29. افعی طلایی
30. بام‌ها و زیر بام‌ها
31. کافکا با من سخن بگو
32. باغ آلبالو
33. آیینه آنتیگون

تله تئاتر:
1. سبدی پر از ماه گمشده
2. چرخ‌دنده
3. کالیگولا
4. آهسته با گل سرخ

فیلم کوتاه:
1. لاله
2. رنگ و جلای فولاد
3. گالوانیزه
4. ترکه
5. میکده حمام نیست
6. آئینه‌های فولاد
7. آهسته گام بردار

## بازیگری در سینما و تلویزیون و تئاتر
بازیگری تئاتر: 
- لورنزا چیو
- خورشاه
- کرگدن
- پلنگ نیمروز
- در حضور باد
- پیک‌نیک در میدان جنگ
- بام‌ها و زیر بامها
- زاویه
- پهلوان اکبر می‌میرد
- از خود گریخته
- قرعه ای برای مرگ
- افعی طلایی
- سوگ سیاوش

بازیگری سینما: 
- ۱۳۸۸ آدم‌کش[۱۹]
- بهشت و بهار
- کوهستان قندیل
- ۱۳۷۰ دادستان
- ۱۳۶۵ گزارش یک قتل
- ۱۳۹۳ یتیم‌خانهٔ ایران
- ۱۳۹۰ گناهکاران

بازیگری تلویزیون: 
- ۱۳۹۳ فوق سری
- ۱۳۹۰ زمین انسان‌ها
- ۱۳۸۸ فاکتور هشت
- ۱۳۹۰ کلاه پهلوی
- ۱۳۷۸ زمان شوریدگی
- ۱۳۷۸ کیف انگلیسی
- ۱۳۷۸ شب چراغ
- ۱۳۹۱ پروانه
- ۱۳۹۴ معمای شاه
- ۱۳۹۶ رنج پنهان
- ۱۴۰۲ سنجرخان
- ۱۴۰۲ هفت سر اژدها

## شاگردان[۲۱]
میکائیل شهرستانی
مهران مدیری
رضا عطاران
مصطفی عبداللهی
نصراله رادش
یوسف صیادی
کورش سلیمانی
مهدی زمین‌پرداز
الهام پاوه‌نژاد